# Carsten Ovens

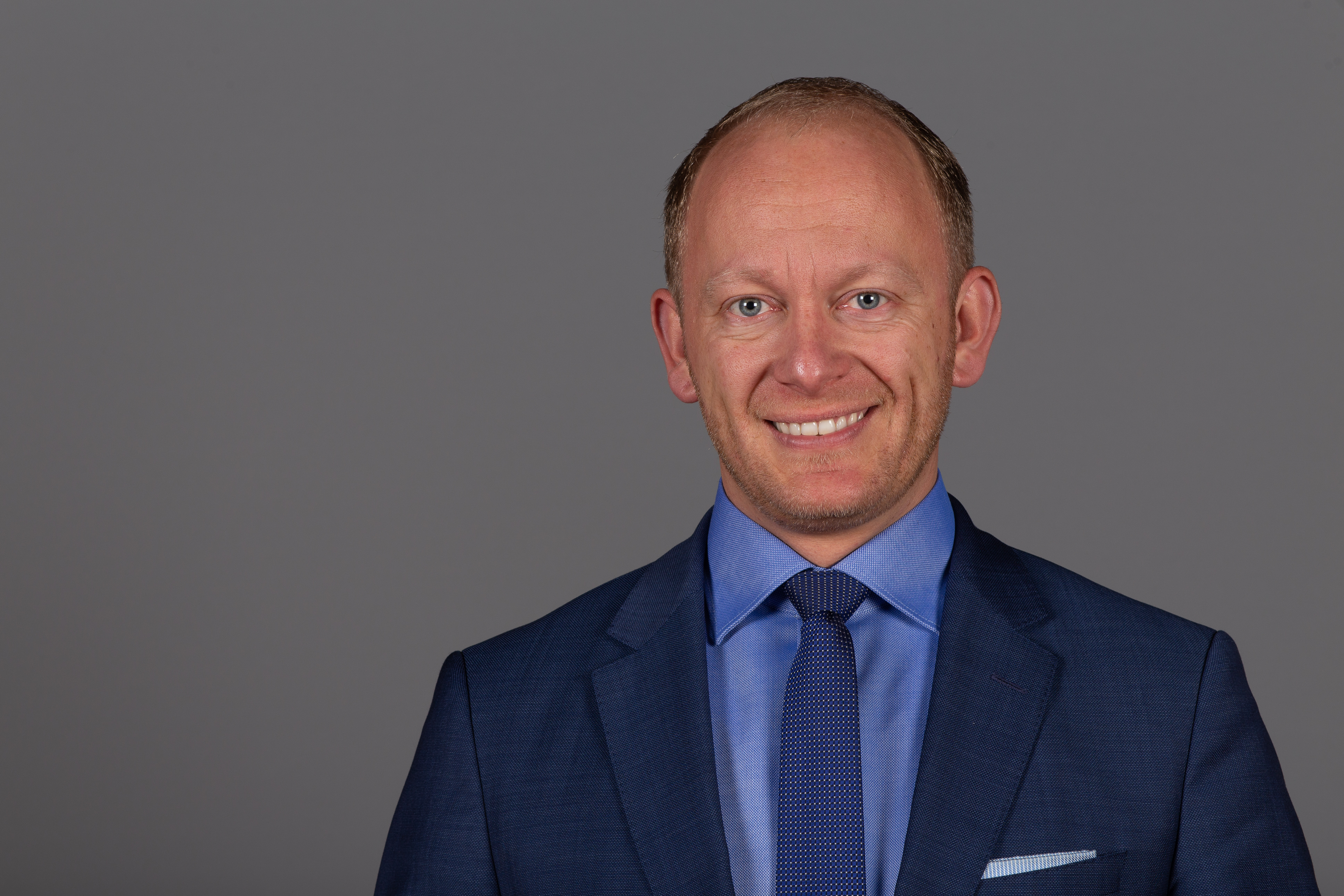
Carsten Ovens (2018).

Carsten Ovens (* 22. Juli 1981 in Hannover) ist ein deutscher Politiker (CDU). Von 2015 bis 2020 war er Mitglied der Hamburgischen Bürgerschaft und leitet seit März 2019 das Berliner Büro des European Leadership Network (ELNET) in Deutschland.

## Leben
Ovens wuchs in Braunschweig auf. Er legte dort 2001 das Abitur am Gymnasium Raabeschule ab und leistete seinen Zivildienst bei den Paritätischen Wohlfahrtsverbänden. 2002 begann er ein Studium der Betriebswirtschaftslehre an der Universität Hamburg. Hier war er unter anderem Mitbegründer des Vereins Alumni Universität Hamburg. Nach einjährigem Studienaufenthalt an der Macquarie University in Sydney schloss Ovens 2008 sein Studium als Diplomkaufmann und Master of International Business ab. Neben dem Studium arbeitete Ovens einige Jahre als studentischer Mitarbeiter der CDU-Bürgerschaftsfraktion in Hamburg sowie später nebenberuflich als Wissenschaftlicher Mitarbeiter beim Deutschen Bundestag.
Nach dem Studium arbeitete Ovens zunächst mehrere Jahre für SAP im Business Development. 2012 wechselte er als Generalsekretär zur Stiftung Junge Wirtschaft. Ab 2011 war er als Hochschuldozent tätig, ab 2015 forschte er als Wissenschaftlicher Mitarbeiter über „politische Kommunikation in digitalen sozialen Netzwerken“ an der Universität Hamburg. Seit März 2019 er das Berliner Büros des European Leadership Network (ELNET) und ist dort als CEO zuständig für die Aktivitäten in Deutschland, Österreich und der Schweiz.
Während des Studiums engagierte sich Ovens unter anderem für die studentische Initiative „Marketing zwischen Theorie und Praxis“. Er ist heute außerdem Mitglied der Europa-Union Deutschland, war Vorstandsmitglied im Jungen Wirtschaftsrat Hamburg, Mitglied im Vorstand des Bürgerhauses Lokstedt sowie Vorstandsmitglied des Bürgervereins Hoheluft-Großlokstedt. Ovens gehört seit 2004 dem Hamburger Wingolf und seit 2007 dem Münsterschen Wingolf an. 
Über mehrere Jahre engagiert sich Ovens als Botschafter des 'German-Israeli Startup Exchange Program'. Ende 2020 gründete er gemeinsam mit ELNET das German Israeli Network of Startups & Mittelstand, welches vom Bundesministerium für Wirtschaft und Energie getragen sowie durch eine Vielzahl von deutschen und israelischen Partnern unterstützt wird. Im Herbst 2021 initiierte er zudem das German Israeli Health Forum for Artificial Intelligence, welches vom Bundesministerium für Gesundheit gefördert wird.

## Politik
Ovens trat 2003 der Jungen Union und der CDU bei. Von 2010 bis 2019 war er stellvertretender Ortsvorsitzender der CDU Lokstedt/Niendorf/Schnelsen. Von 2011 bis 2017 war er Landesvorsitzender der Jungen Union Hamburg. Unter seinem Vorsitz wurde der Hamburger Landesverband 2012 und 2013 als erfolgreichster Landesverband der Jungen Union Deutschlands ausgezeichnet. Er war von 2011 bis 2018 Mitglied im Landesvorstand der CDU Hamburg. 2012 wurde Ovens zum Delegierten der CDU für den Kongress der Europäischen Volkspartei (EVP) gewählt. 2018 gründete Ovens den „Freundeskreis Israel in der Union“, den er gemeinsam mit der Landtagsabgeordneten Ellen Demuth leitet. Seit 2018 ist er zudem im geschäftsführenden Bundesvorstand des cnetz engagiert.
Von 2008 bis 2015 war Ovens Abgeordneter der Bezirksversammlung Eimsbüttel. Dort vertrat er seine Fraktion unter anderem als wirtschaftspolitischer Sprecher sowie als Pressesprecher. Zudem war er stellvertretender Vorsitzender des Universitätsausschusses und Mitglied im Regionalausschuss Lokstedt.
Bei der Bürgerschaftswahl 2011 trat Ovens als Spitzenkandidat der Jungen Union auf Platz 18 der CDU-Landesliste an; er verpasste den Einzug in die Bürgerschaft knapp. Bei der Bürgerschaftswahl 2015 erreichte Ovens ein Direktmandat im Wahlkreis Lokstedt – Niendorf – Schnelsen. Er war Mitglied des Fraktionsvorstands und vertrat die CDU-Bürgerschaftsfraktion als Fachsprecher für Wissenschaft und Digitale Wirtschaft. Dabei hat er sich insbesondere für den Startup-Standort Hamburg eingesetzt.
Im Juni 2019 trat Ovens von seinem Amt als stellvertretender Ortsvorsitzender in Lokstedt/Niendorf/Schnelsen zurück und gab bekannt, bei der Bürgerschaftswahl am 23. Februar 2020 nicht erneut zu kandidieren.